# Tom Albert Rompelman
Tom Albert Rompelman (* 12. August 1906 in Leipzig; † 4. März 1984 in Bilthoven) war ein niederländischer Germanist und Literaturwissenschaftler.

## Leben
Der Sohn eines niederländischen Vaters und einer deutschen Mutter wuchs in seiner Geburtsstadt auf, wo er ab 1917 das Königin-Carola-Gymnasium besuchte, das er 1926 mit dem Reifezeugnis verließ. Im selben Jahr zog die Familie in die Niederlande, wo Rompelman, angeregt durch seine Lehrer am Gymnasium, an der Universität von Amsterdam das Studium der deutschen Sprache und Literatur begann. 1929 wurde er wissenschaftlicher Assistent und bestand 1932 sein Master mit Cum laude. Seine Promotion erfolgte am 19. Dezember 1932.
1941 heiratete er Marie Whites. Der Ehe entstammte ein Sohn.
1942 erhielt er an der Universität von Amsterdam eine Privatdozentur für deutsche Sprache und Literatur des Mittelalters. 1944 wurde er zum Professor für deutsche Sprachwissenschaft an der Reichsuniversität Groningen ernannt. Am 10. November 1945 hielt er seine Antrittsvorlesung. Neben der deutschen Sprache und Literatur beschäftigte er sich auch mit altgermanischer Dichtung und Mythologie sowie mit vergleichender Linguistik.
1955 wurde er zum Rektor der Universität Groningen gewählt. 1961 folgte er einem Ruf an die Universität Utrecht, wo er die Professur für Deutsche Sprachwissenschaft und deutsche Literatur des Mittelalters übernahm. Im Zuge der Studentenbewegung erfuhr sein Fach starke Ablehnung, so dass er am 1. September 1969 seinen Lehrstuhl verlor.
Seither lebte er mit seiner Frau zurückgezogen in Bilthoven und widmete sich der Erforschung der Nibelungenliedes, der mittelhochdeutschen Lyrik und dem Leben und Werk Wilhelm Raabes.
Nach dem Tod seiner Frau im Jahre 1981 gesundheitlich zunehmend geschwächt, verstarb er an den Folgen eines Treppensturzes.

## Schriften
- Heliandproblemen, Wolters, Groningen 1956
- Lambert ten Kate als germanist, Noord-Hollandsche Uitg. Maatsch, Amsterdam 1952.
- Germanistiek en germanophilie, (Antrittsvorlesung), Wolters, Groningen 1945.
- Verval en vernieuwing in de Duitse literatuur van de dertiende eeuw. Clausen, Amsterdam 1942.
- als Hrsg.: Der Wartburgkrieg. H. J. Paris, Amsterdam 1939 (zugleich Dissertationsschrift).

## Aufsätze
- Form und Funktion des Präteritums im Germanischen. In: Neophilologus, Bd. 37, 1953 (Jan.), S. 65–83
- Vierzig Jahre Grimmelshausenforschung. In: Neophilologus, Bd. 36, 1952 (Jan.), S. 247–249
- Zu Walther 79, 33. In: Neophilologus, Bd. 34, 1950 (Jan.), S. 15–20
- Walther und Wolfram. In: Neophilologus, Bd. 27, 1942 (Jan.), S. 186–205